# Frasses

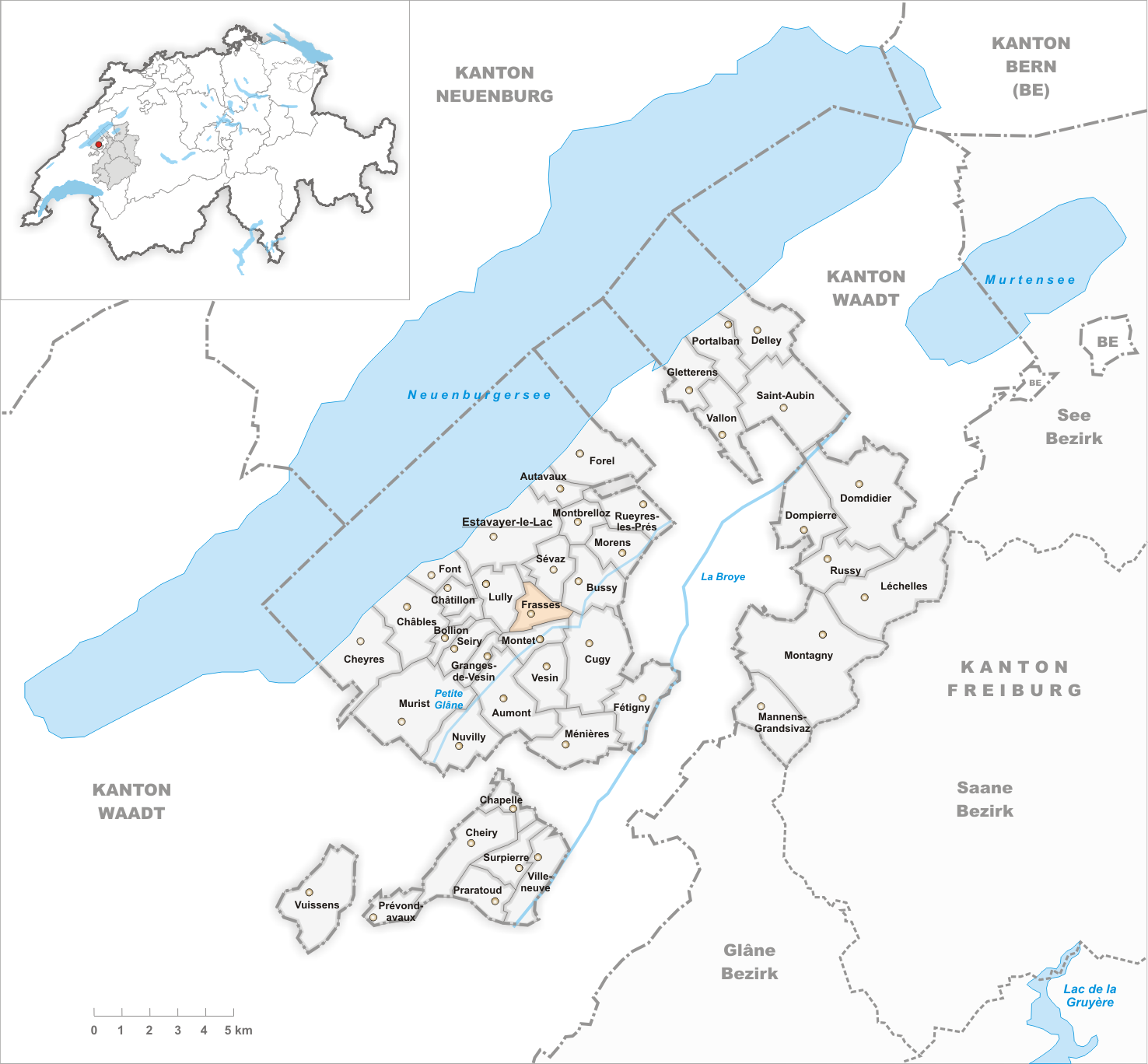
Gemeindestand vor der Fusion am 1. Januar 2004

Frasses (Freiburger Patois Frassèⓘ) ist eine Ortschaft und früher selbständige politische Gemeinde im Distrikt Broye des Kantons Freiburg in der Schweiz. Am 1. Januar 2004 fusionierte Frasses mit Granges-de-Vesin, Montet (Broye) und Aumont zur neuen Gemeinde Les Montets.
Frasses ist auch der frühere französische Name der Gemeinde Fräschels im Seebezirk des Kantons Freiburg.

## Geographie
Frasses liegt auf 484 m ü. M., drei Kilometer südsüdöstlich des Bezirkshauptortes Estavayer-le-Lac (Luftlinie). Das kleine Bauerndorf erstreckt sich auf einer Anhöhe, die vom Bach Arignon umflossen wird (linker Seitenbach der Petite Glâne), am Nordostrand des Molassehügellandes zwischen dem Neuenburgersee und dem Broyetal, im nordwestlichen Freiburger Mittelland. Die ehemalige Gemeindefläche betrug rund 2,0 km². Das wenig reliefierte Gebiet umfasste die breite Talmulde des Arignon, reichte im Nordosten auf die Höhe Haut de la Croix (508 m ü. M.) und im Osten bis an den Rand der Broyeebene.

## Bevölkerung
Mit 162 Einwohnern (2002) zählte Frasses vor der Fusion zu den kleinen Gemeinden des Kantons Freiburg. Im Jahr 1850 hatte das Dorf 123 Einwohner, 1970 nur noch 95 Einwohner. Zu Frasses gehören einige Einzelhöfe.
Einwohnerzahlen: Volkszählungsdaten

## Wirtschaft
Frasses war bis in die zweite Hälfte des 20. Jahrhunderts ein vorwiegend durch die Landwirtschaft geprägtes Dorf. Noch heute haben der Ackerbau, der Obstbau und die Viehzucht einen wichtigen Stellenwert in der Erwerbsstruktur der Bevölkerung. Einige weitere Arbeitsplätze sind im lokalen Kleingewerbe und im Dienstleistungssektor vorhanden. In den letzten Jahrzehnten hat sich das Dorf auch zu einer Wohngemeinde entwickelt. Viele Erwerbstätige sind deshalb Wegpendler, die hauptsächlich in den Regionen Estavayer-le-Lac und Payerne arbeiten.

## Verkehr
Das Dorf ist verkehrsmässig gut erschlossen. Es liegt an der alten Hauptstrasse von Payerne nach Estavayer-le-Lac. Der nächste Anschluss an die Autobahn A1 (Lausanne–Bern), die im Jahr 2001 eröffnet wurde und das nördliche Gemeindegebiet durchquert, befindet sich rund 1 km vom Ortskern entfernt. Durch eine Buslinie der Transports publics Fribourgeois, die von Estavayer-le-Lac aus das Hinterland bis Combremont-le-Grand bedient, ist Frasses an das Netz des öffentlichen Verkehrs angebunden.

## Geschichte
Das Gebiet von Frasses war schon sehr früh besiedelt. Beim Dorf wurden Siedlungsspuren aus der Bronzezeit, der Eisenzeit und der Römerzeit entdeckt. Im Weiteren wurden auch Gräber aus der La-Tène-Zeit und aus der römischen Zeitepoche gefunden.
Die erste urkundliche Erwähnung des Ortes erfolgte 1142 unter dem Namen Fraces, abgeleitet vom lateinischen Wort fraxinus (Esche). Seit dem Mittelalter unterstand Frasses der Herrschaft Estavayer. Nachdem Bern 1536 das Waadtland erobert hatte, kam das Dorf unter die Herrschaft von Freiburg und wurde der Vogtei Estavayer zugeteilt. Nach dem Zusammenbruch des Ancien Régime (1798) gehörte Frasses während der Helvetik und der darauffolgenden Zeit zum Bezirk Estavayer, bevor es 1848 in den Bezirk Broye eingegliedert wurde. Frasses besitzt keine eigene Kirche, es gehört zur Pfarrei Montet (Broye).
Im Rahmen der seit 2000 vom Kanton Freiburg geförderten Gemeindefusionen sprachen sich die Bewohner von Frasses, Montet (Broye), Granges-de-Vesin und Aumont für eine Fusion aus. Mit Wirkung auf den 1. Januar 2004 entstand deshalb die neue Gemeinde Les Montets.